# Ongelukswet (België)

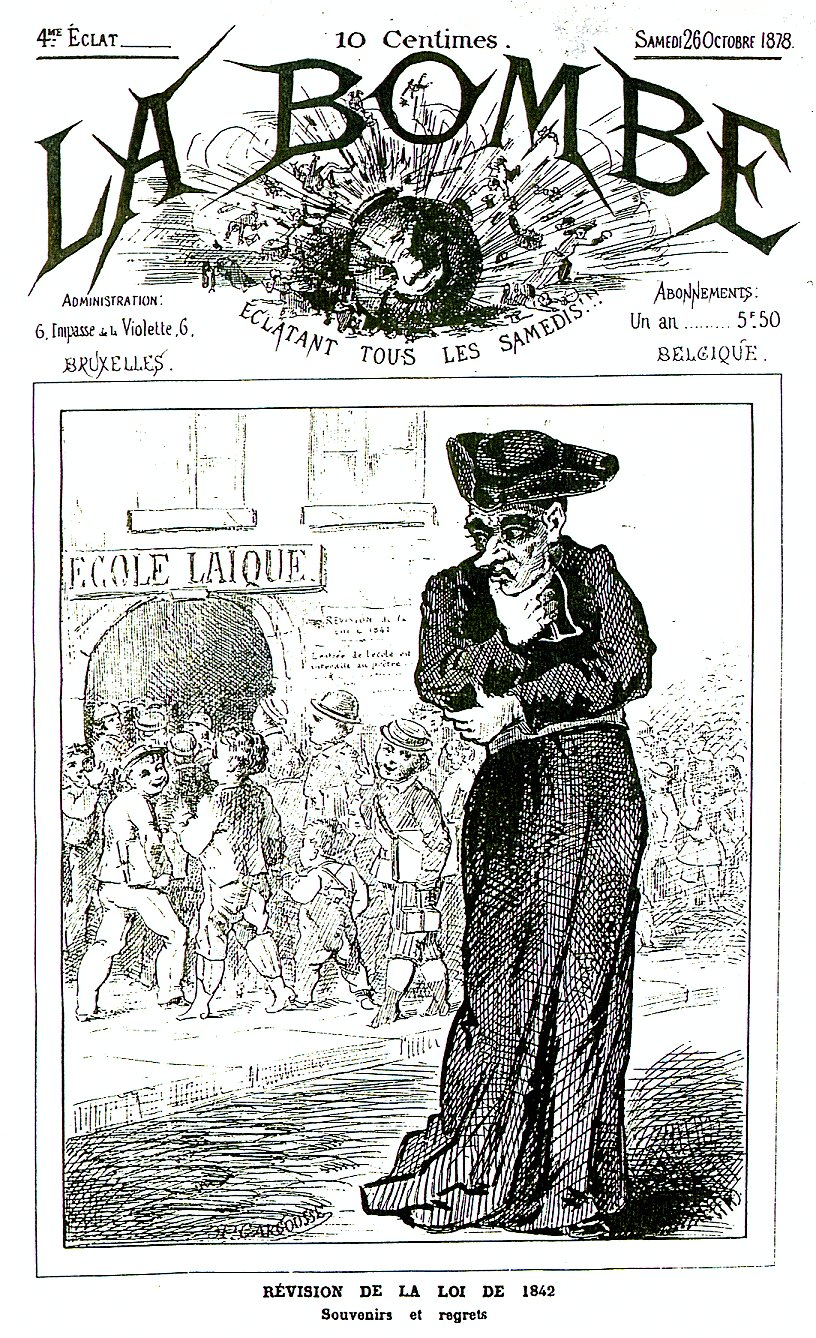
Spotprent; de geestelijkheid moet toezien hoe kinderen naar het officieel onderwijs gaan

De wet van 1 juli 1879 op het lager onderwijs was in België een herziening van de wet van 23 september 1842 op het lager onderwijs, ingediend door minister Pierre Van Humbeeck in de liberale Regering-Frère-Orban II. Deze Wet-Van Humbeeck werd ook Ongelukswet genoemd, vooral door de Katholieke Kerk die dit afkeurende stempel op de bewuste wet drukte. De wet was de start van de eerste schoolstrijd in België.

## Schoolstrijd
De strijd tussen het rijksonderwijs en het katholiek onderwijs of de strijd tussen het officieel net en het vrije net wordt ook de schoolstrijd genoemd.
De eerste schoolstrijd (1878-1884) kwam er doordat het onderwijs, zowel katholiek als officieel, heel katholiek gericht was. Hier werd door Jean-Baptiste Nothomb dan de eerste organieke wet voorgesteld voor het lager onderwijs. Elke gemeente moest één lagere school hebben en kosteloos onderwijs voor arme kinderen. Dit was een vrije school en die mocht, maar moest niet, de gemeenteschool vervangen. Tussen 1840 en 1875 verminderde het aantal vrije scholen doordat de Kerk tegen deze wet was. In 1878 werd er een departement van Openbaar Onderwijs opgericht door de regering van Frère-Orban. Deze regering was grotendeels liberaal. Die stemden in 1879 voor de Wet-Van Humbeeck, een tweede organieke wet op het lager onderwijs. Deze hield in dat iedere gemeente minstens één officiële school moet inrichten.
De Katholieke Kerk, politici en onderwijs zetten zich tegen deze wet in 1878. Ze vonden de schoolstrijd een gevecht om ‘de ziel van het kind’ en noemden de wet dan ook de ongelukswet. Ze gaven katholieke onderwijzers een verbod om in gemeentescholen te werken en ouders van het katholieke geloof mochten hun kinderen niet in gemeentescholen inschrijven. De liberale regering antwoordde door financiële maatregelen te nemen.

## De Wet Van Humbeeck

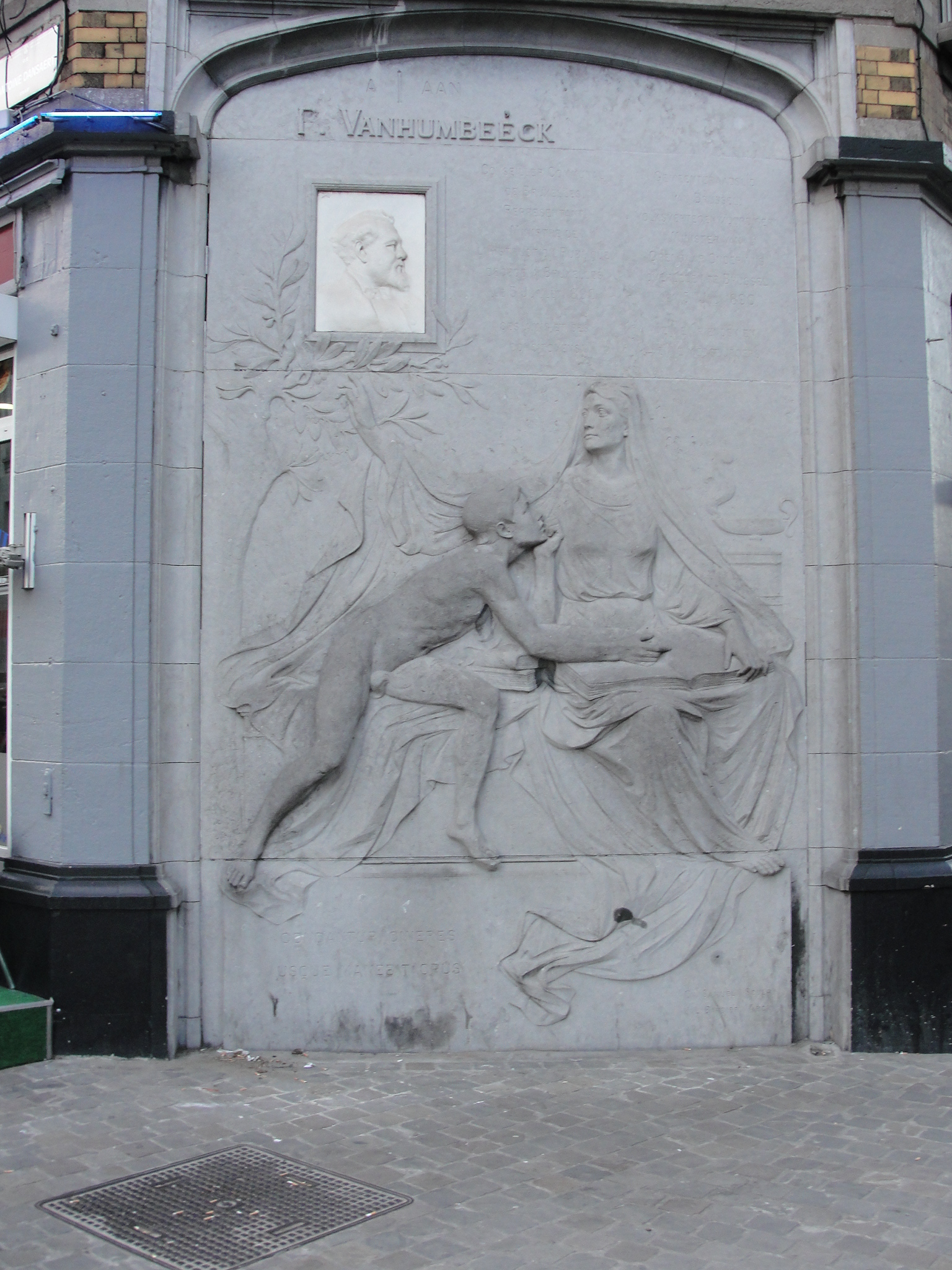
Monument voor Pierre Van Humbeeck

Pierre Van Humbeeck was minister van Openbaar Onderwijs van 1878 tot 1884. Hij keurde de tweede organieke wet op het lager onderwijs goed. De wet bepaalde dat:
- Iedere gemeente minstens één officiële school moest onderhouden.
- De gemeenten geen vrije school subsidieerden.
- De onderwijzers van gemeentescholen een diploma van een rijksnormaalschool moesten hebben.
- Het godsdienstonderricht buiten de schooluren gegeven werd, en met toestemming van de ouders.

In 1881 werd een gelijkaardige wet voor het middelbaar onderwijs goedgekeurd.

## Stemming
Het wetsontwerp werd op 21 januari 1879 ingediend.
De wet werd op 6 juni 1879 in de Kamer goedgekeurd met 67 stemmen tegen 60 en één onthouding. Oppositieleider Jules Malou noemde de wet de Loi de Malheur en een misdaad tegen de Belgische natie.
Op dinsdag 17 juni volgde de stemming in de Senaat. Op de erg zieke Camille de Tornaco na, waren zelfs de zieke Jules Boyaval en de zieke Hubert Dolez aanwezig alsook Louis Bonnet die net z'n zoon had verloren. Toch eisten de katholieken om de stemming nog uit te stellen tot de volgende dag, conform het reglement. De liberalen beschuldigden de katholieken ervan te hopen dat de zieke liberale leden niet meer kwamen opdagen. Op 18 juni werd de wet aangenomen met 33 stemmen tegen 31 en één onthouding (liberaal Justin-Charles de Labeville). Eugène de Ligne, nota bene Senaatsvoorzitter, was de enige liberale senator die tegenstemde.